# Dipoenata balboae
Dipoenata balboae är en spindelart som först beskrevs av Arthur M. Chickering 1943.  Dipoenata balboae ingår i släktet Dipoenata och familjen klotspindlar. Inga underarter finns listade i Catalogue of Life.